# شركة سي جي آي
شركة سي جي آي ( تعني بالعربية: مستشارون للحكومة والصناعة  ) هي شركة كندية متعددة الجنسيات متخصصة في استشارات تكنولوجيا المعلومات وتطوير البرمجيات، ومقرها مونتريال ، كيبيك، كندا. طُرحت سي جي آي للاكتتاب العام عام ١٩٨٦ بإدراج أساسي في بورصة تورنتو . كما أنها مدرجة في مؤشر S&amp;P/TSX 60 ، ولها إدراج ثانوي في بورصة نيويورك .
اعتبارًا من عام 2024، يوجد لدى سي جي آي أكثر من 40 دولة ولديها حوالي 400 مكتب حول العالم مع أكثر من 95000 موظف.  تعمل سي جي آي بشكل أساسي في خدمات التطبيقات والاستشارات التجارية وإدارة العمليات التجارية وخدمات البنية التحتية لتكنولوجيا المعلومات وخدمات الاستعانة بمصادر خارجية لتكنولوجيا المعلومات وخدمات تكامل الأنظمة .

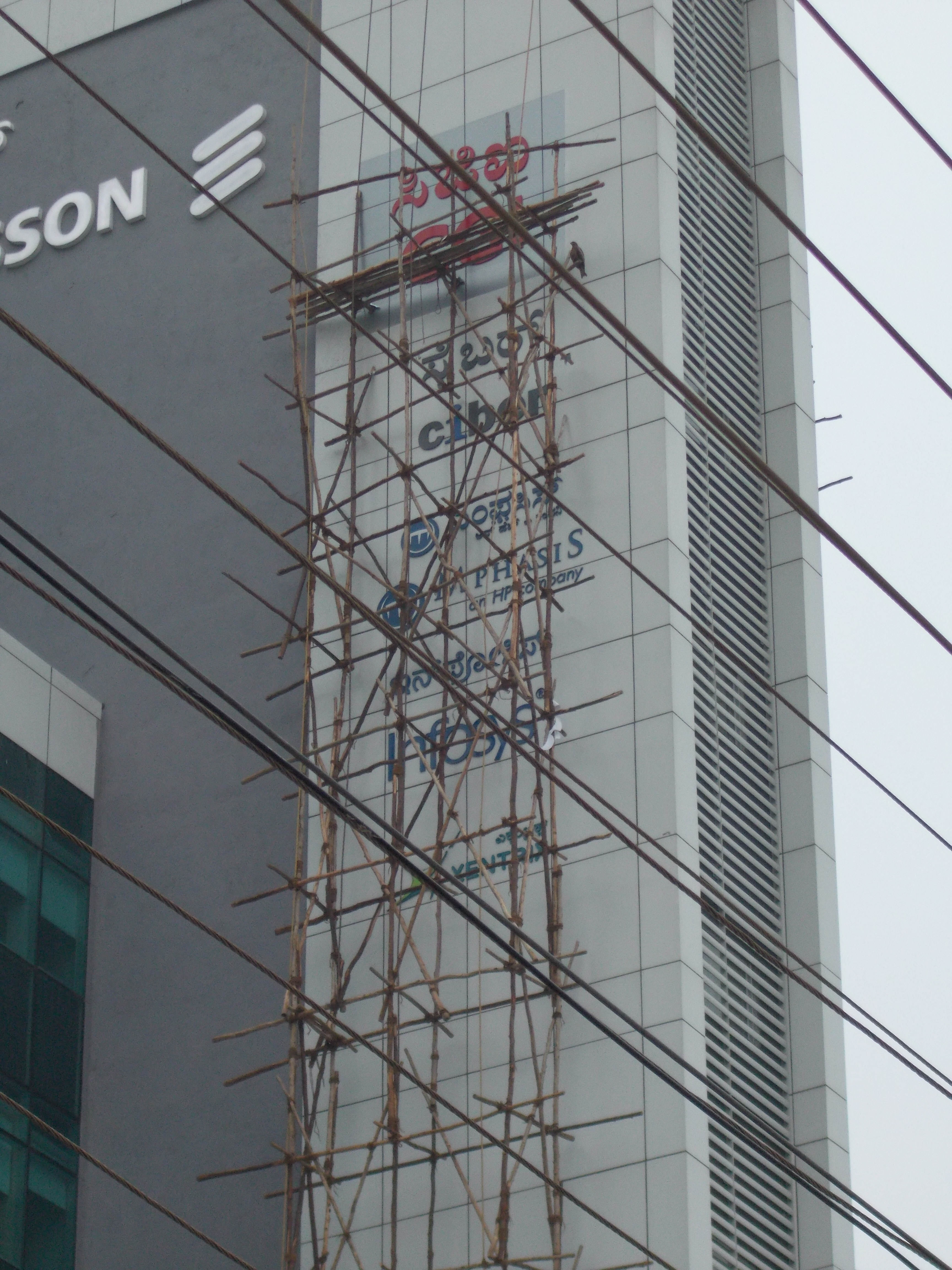
في الصورة عام 2013، تم تغيير اسم مبنى لوجكا سي أم جي في بنغالور إلى سي جي أي، بعد الاستحواذ عليه عام 2012.

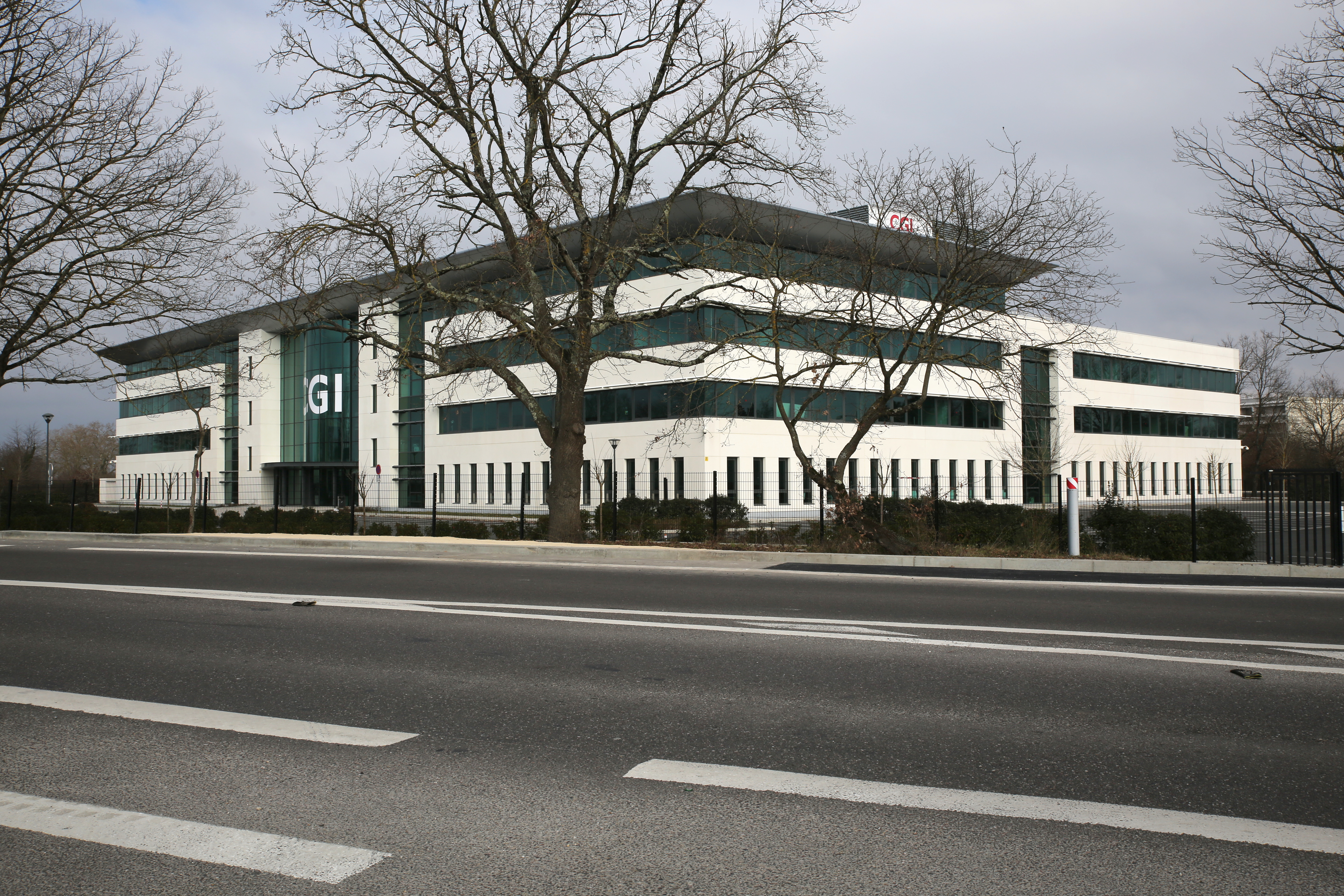
المقر الرئيسي لشركة سي جي آي الفرنسية في لو هايلان ، فرنسا، تم تصويره في فبراير 2015

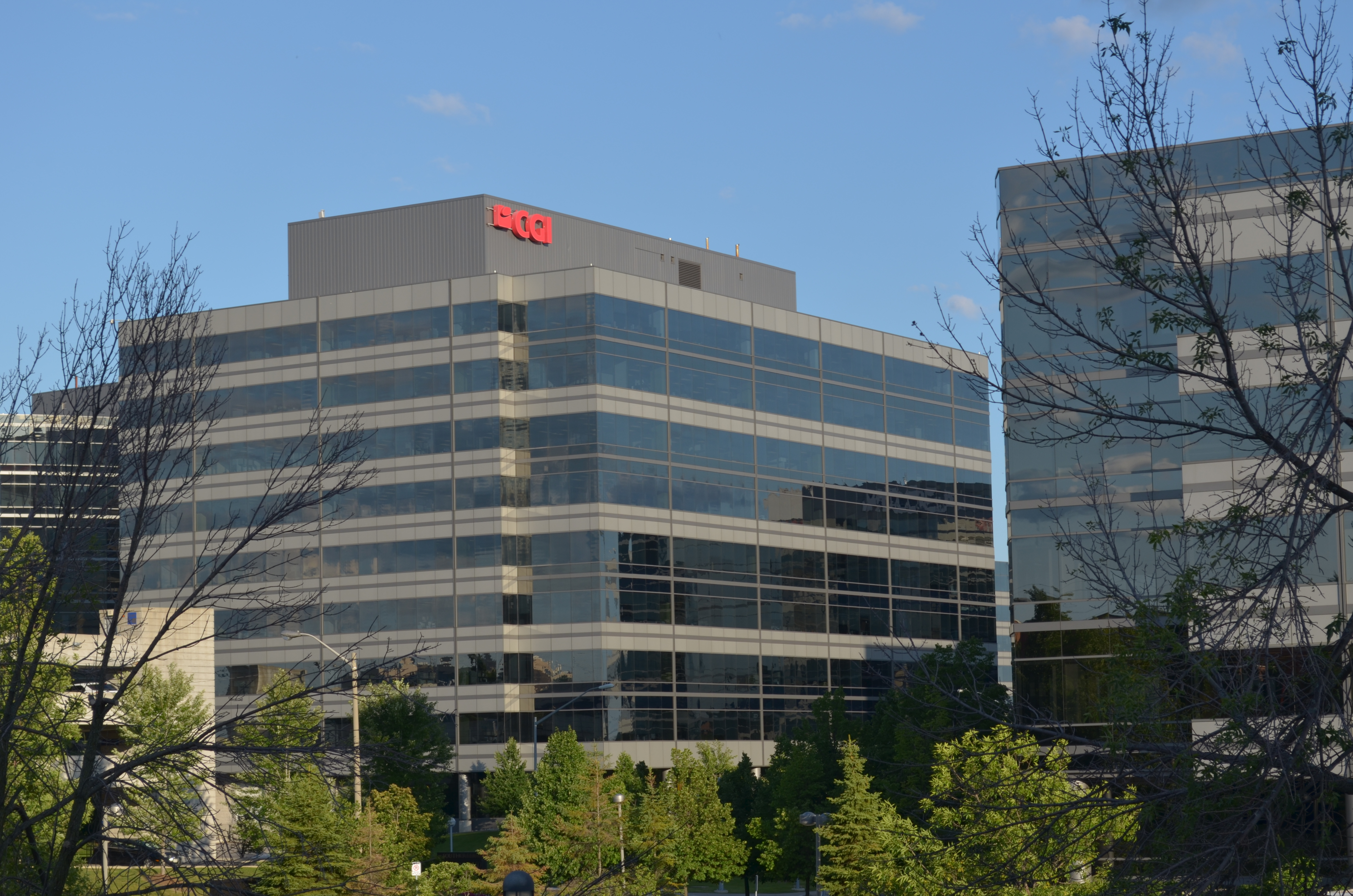
مكتب سي جي آي في ماركهام

## روابط خارجية
- الموقع الرسمي